# ریچارد استنلی
ریچارد استنلی (انگلیسی: Richard P. Stanley؛ زادهٔ 
۲۳ ژوئن ۱۹۴۴ ‏(۸۰ سال)
) دانشمند در زمینه ترکیبیات اهل ایالات متحده آمریکا است. او استاد دانشگاه MIT است.
همچنین برندهٔ جوایزی همچون جایزه لروی استیل شده‌است.